# Черняевский сельсовет (Амурская область)
Черня́евский сельсове́т — сельское поселение в Магдагачинском районе Амурской области.
Административный центр — посёлок Черняево.

## История
12 мая 2005 года в соответствии с Законом Амурской области № 477-ОЗ муниципальное образование наделено статусом сельского поселения.

## Население
| 2002 | 2010 | 2011 | 2012 | 2013 | 2014 | 2015 | 2016 | 2017 |
| ---- | ---- | ---- | ---- | ---- | ---- | ---- | ---- | ---- |
| 1477 | ↘973 | ↘969 | ↘903 | ↘869 | ↘848 | ↘819 | ↗840 | ↗855 |
| 2018 | 2018 | 2021 |      |      |      |      |      |      |
| ↗860 | →860 | ↘738 |      |      |      |      |      |      |

## Состав сельского поселения
| № | Населённый пункт | Тип населённого пункта       | Население |
| - | ---------------- | ---------------------------- | --------- |
| 1 | Калиновка        | село                         | →0        |
| 2 | Черняево         | село, административный центр | ↘738      |